# Mimanuga violascens
Mimanuga violascens là một loài bướm đêm trong họ Noctuidae.